# Ten56.
ten56. es una banda francesa de deathcore formada en 2020 por el vocalista Aaron Matts tras su salida de Betraying The Martyrs. Junto a Matts, el grupo está compuesto por los guitarristas Quentin Godet y Luka Garotin, el bajo Steeves Hostin y el batería Arnaud Verrier.

## Miembros
Miembros actuales
- Aaron Matts – voz (2020–presente)
- Quentin Godet – guitarra (2020–presente)
- Luka Garotin – guitarra (2020–presente)
- Steeves Hostin – bajo (2022–presente)
- Arnaud Verrier – batería (2020–presente)

Miembros anteriores
- Nicolas Delestrade – bajo (2020–2022)

## Discografía
EP
- 2021: Downer Pt.1
- 2023: Downer Pt.2

Álbumes de estudio
- 2023: Downer[1]

Sencillos
- 2021: Diazepam
- 2021: Boy
- 2021: Sick Dog
- 2022: Yenta
- 2022: Traumadoll
- 2022: RLS
- 2023: Choky
- 2024: GOOD MORNING
- 2024: ICU
- 2025: Earwig
- 2025: Pig